# Acanthomunna hystrix
Acanthomunna hystrix là một loài chân đều trong họ Dendrotionidae. Loài này được Hansen miêu tả khoa học năm 1916.